# John Oliver (Komponist)
Edward John Clavering Oliver (* 21. September 1959 in Vancouver) ist ein kanadischer Komponist.

## Leben und Wirken
Oliver studierte bei John Adams am San Francisco Conservatory, bei Stephen Chatman an der University of British Columbia und bei John Rea und Bruce Mather an der McGill University Komposition. Daneben war er 1988/89 Schüler von Philippe Boesmans in Brüssel.
1983 gehörte Oliver zu den Gründungsmitgliedern des Group of the Electronic Music Studio (GEMS) in Montreal, deren Codirektor er bis 1987 war. 1988 erhielt er bei der CBC National Radio Competition den ersten Preis und den großen Preis des Canada Council für das elektroakustische Werk El Reposo del Fuego. Im selben Jahr erhielt er für diese Komposition (die später von Sergio Barroso aufgenommen wurde) den Preis der Stadt Varese beim 11. Internationalen Luigi-Russolo-Wettbewerb in Italien. Im Folgejahr wurde er beim PROCAN-Wettbewerb für junge Komponisten in zwei Kategorien für das Orchesterwerk Anamnèse amnésique und die kammermusikalische Komposition Aller-Retour ausgezeichnet.
1990/91 war er Composer in Residence bei der Canadian Opera Company. In dieser Zeit entstand eine erste Oper Guacamayo's Old Song and Dance nach einem Libretto seiner Mutter, der Dramaturgin Melissa Cameron, die 1991 in Toronto uraufgeführt und im selben Jahr im Rundfunk ausgestrahlt wurde. 1999 übertrug das European Broadcasting Unions Network im Rahmen der Sendereihe Myths and Music das sinfonische Werk Raven Steals the Light über alle 21 Mitgliedsstationen.
Oliver komponierte Kammermusik und elektroakustische Werke, Opern, Orchesterwerke sowie eine Reihe von Solostücken für Gitarre.

## Werke
- 1980: Halloween für präpariertes Klavier
- 1982: like the sea at sunrise für Klavier
- 1984: Devolution für Orchester
- 1986–2005: Minimusica für klassische Gitarre
- 1986: Rainsongforest für Sopran, Oboe, Gitarre, Klavier, Synthesizer und Audio
- 1987: El Reposo del Fuego für Synthesizer und Audio
- 1988: Through Night für Klavier
- 1988: Creations für sechzehnstimmigen gemischten Chor
- 1989: Anamnèse amnésique für Orchester
- 1991: Wild Time für Vibraphon und Synthesizer
- 1991: Guacamayo Suite für Tenor und Klavier
- 1991: Guacamayo s Old Song and Dance, Oper
- 1992: Off the Edge, elektroakustische Komposition
- 1993: Touch! für Cello und Orchester
- 1994: In the Flesh für Bariton und Klavier
- 1996: Unseen Rain für Mezzosopran und Klavier
- 1996: Millennial Moments für Orchester
- 1997: Forging Utopia für Orchester
- 1999: Raven Steels the Light für Orchester
- 1999: Raven's Cry für eine oder mehrere Stimmen, Klavier und CD
- 2000: Chase the Money für Altsaxophon und Streichorchester
- 2001: La Abuela für Gitarre und Streichsextett oder -orchester
- 2004: Up wind für Orchester
- 2005: Over the edge, elektroakustische Komposition
- 2005: Nylong Symphony für Gitarre, Synthesizer und Computer
- 2005: Marimba destruido, elektroakustische Komposition
- 2005: Copper Singing für Gitarre, Computer und Elektronik
- 2006–2007: Faces, Sinfonie in drei Sätzen
- 2007: Alternate Visions, Oper